# Fe pública
La fe pública es un término usado en las ciencias jurídicas y sociales que hace referencia a una presunción refutable de una personalidad jurídica sobre la situación legal que aplica hasta que se pueda demostrar lo contrario, dependiendo de las disposiciones de cada ordenamiento jurídico.

## Generalidades
La fe pública es una manera de garantizar la seguridad jurídica de las transacciones legales, con el fin de hacerlas fehacientes, haciendo confiable y corroborable la información proporcionada a través de evidencia considerada a prima facie como veraz y auténtica. Una manera por la cual se pueden realizar estos procedimientos, es a través de un ministro de fe. Presumiendo del mismo modo que las partes involucradas actúan bajo el principio de buena fe y que también forma parte del principio de publicidad que prevalece en el derecho de propiedad; la parte garante se encarga de certificar esto, siendo la fe pública considerada una subcategoría del concepto de apariencia jurídica. De esta manera, se protege la confianza de las transacciones legales, dándole mayor exactitud a los registros y documentos públicos. Como por ejemplo, mediante la fe pública es posible asumir que la entidad legal inscrita como propietaria de un bien, es efectivamente el poseedor o dueño legítimo de dicha propiedad.
En un sentido aplicado a las ciencias sociales, como la politología, es utilizado en algunas oportunidades como un sinónimo de opinión pública, sobre todo en relación con  hechos vinculados con la transparencia política, como la inscripción de candidaturas o declaraciones de patrimonio de funcionarios, dando cumplimiento con todos los requerimientos dispuestos para ello.